# HD 147513
HR 6094 또는 HD 147513은 전갈자리 방향으로 지구에서 약 42광년 떨어진 곳에 있는 쌍성계이다. 이 별은 큰곰자리 이동성군의 일원이며, 2002년 6월 18일 HR 6094의 주성 HR 6094 A 주위를 도는 외계 행성 한 개의 존재가 발표되었다. 이 항성계는 미국 항공 우주국의 지구형 행성 탐사기가 지목한 100개 항성계 중 하나이기도 하다.

## 항성계
주성 HR 6094 A는 분광형 G3 ~ G5V의 황색 주계열성이다. 질량은 태양의 92퍼센트 정도이며, 반지름은 5퍼센트 더 크며, 밝기는 태양의 96퍼센트 수준이다. 중원소 함량은 태양의 93퍼센트 수준이며 나이는 고작 3억 살에 불과하다. 이 별은 ‘바륨 왜성’으로 불리기도 하는데,(s-과정 원소들은 풍부하지만 탄소가 상대적으로 결핍되어 있는 항성) 한때는 점근거성가지 단계에 있었던 반성 HR 6094 B가 행성상 성운 형태로 방출한 무거운 원소가 A에 묶인 것이 그 이유로 보인다. 이 별은 태양과 유사한 존재로 만약 주위에 지구와 비슷한 환경이 조성되려면 별에서 1 천문단위 떨어져 있으면 충분할 것이다. 주성에서 바라본 반성 HR 6094 B의 밝기는 -2.85일 것이다.
반성 HR 6094 B는 주성으로부터 4505 천문단위 떨어져 있는, 분광형 DA2 /VII의 백색 왜성이다. 질량은 태양의 65퍼센트 수준이며, 크기는 행성 수준이고 밝기는 태양의 0.6퍼센트 정도이다. 질량으로 미루어 보아 주계열성이었을 시절에는 태양 질량의 2.6배는 되었을 것으로 생각되며, 외포층을 약 3천만 년 전에 행성상 성운 형태로 방출한 것으로 보인다. B에서 바라본 주성 A의 밝기는 -8.46 정도일 것이다.

## 참고 문헌
- Solstation: HR 6094
- Astronomy Abstract Service